# 中国注册税务师
中国注册税务师 (缩写为CCTA)，是中華人民共和國曾經設立的職業資格。稅務師是从事税务代理活动的专业人士。注册税务师或相關專業人士可以从事下列执业活动：
1. 企业所得税汇算清缴的鉴证业务；
2. 企业资产损失的所得税税前扣除鉴证业务；
3. 国家税务机关规定的其他需要注册税务师提供鉴证的业务。

原先取得中国注册税务师资格需要通过国家统一组织的考试，这项考试是由中国人力资源和社会保障部、中国国家税务总局共同负责组织的，是中国税务代理方面水平最高的执业资格考试，很多在国家税务机关工作的国家公务人员也会参加该项考试，因为通过考试后会对其在职务晋升方面有所帮助。从2007年开始，香港和澳门符合条件的考生也可参加该项考试。
除非具备大学专科以上的学历并具备一定年限的相关工作经验，否则是不可以报考注册税务师执业资格考试的。考试科目包括：《税法一》、《税法二》、《税务代理实务》、《财务与会计》、《税收相关法律》。这五个科目需要在连续三年之内通过考试，方可取得中国注册税务师资格。通过考试的人员需要加入中国注册税务师协会成为其会员，并在国家税务机关备案后方可执业并签署税务鉴证报告。
加入中国注册税务师协会的会员分为执业会员和非执业会员两种，执业会员必须在税务师事务所专职从事税务鉴证业务，不得在其他机构中任职，以保证其执业的中立性。非执业会员可以在其他机构任职，例如在一般企业里从事税务筹划、咨询等工作，但是不能签署税务鉴证报告。
不论是执业会员还是非执业会员每年都必须参加一定学时的继续教育，否则将会被注销会员资格。

## 取消
中国注册税务师經国务院印发（國發〔2014〕27號）《关于取消和调整一批行政审批项目等事项的决定》及（國發〔2015〕57號）《國務院關于第一批取消62項中央指定地方實施行政審批事項的決定》，已被取消。不作為任何執業門檻，且相關考試辦理及收費規定也被取消，於2015年起辦理的考試被人力資源和社會保障部，歸類為水平測驗，不得作為行業門檻。

## 外部連結
- 國務院公布取消的职业资格许可和认定查询（页面存档备份，存于）